# 34346 Varunmadan
34346 Varunmadan è un asteroide della fascia principale. Scoperto nel 2000, presenta un'orbita caratterizzata da un semiasse maggiore pari a 2,6562207 au e da un'eccentricità di 0,0486092, inclinata di 0,76360° rispetto all'eclittica.